# Peter Watkins
Peter Watkins (* 29. Oktober 1935 in Norbiton, Surrey, Vereinigtes Königreich) ist ein britischer Regisseur, Drehbuchautor und Produzent, der sich mit dokumentarisch inszenierten Spielfilmen einen Namen machte. Da mehrere seiner Filme (The War Game, Privileg, Gladiatorerna und Strafpark) in der nahen Zukunft spielen, wurden diese auch wiederholt dem Science-Fiction-Genre zugerechnet.

## Karriere
Watkins studierte zunächst Schauspiel an der Royal Academy of Dramatic Art, wandte sich aber nach Ende seines Armeedienstes 1956 dem Filmemachen zu. Er begann, Auftrags-Dokumentarfilme und eigene Kurzfilme zu drehen.
Mit seinem ersten Langfilm, dem von der BBC produzierten Culloden (1964), etablierte Watkins einen neuen Stil, indem er die Technik von Wochenschauberichten auf Spielszenen anwandte, in denen er ausschließlich Laiendarsteller einsetzte. Im Stil einer Fernsehreportage analysierte er darin die Schlacht bei Culloden zwischen englischen Regierungstruppen und aufständischen Jakobiten von 1746. Der Film wurde von der Presse positiv aufgenommen.
Die gleiche Technik kam in Watkins nächstem Doku-Drama zum Einsatz, The War Game von 1966. Hier kombinierte er statistische Untersuchungen zu den möglichen Folgen eines nuklearen Krieges auf der britischen Insel mit Spielszenen und fiktiven Interviews von Überlebenden eines Atomschlages. The War Game führte zu einer öffentlichen Debatte wegen seiner drastischen Bilder, und die BBC weigerte sich, den Film auszustrahlen. Er wurde mit einem Spezialpreis auf Filmfestspielen von Venedig, einem Oscar und einem British Film Academy Award ausgezeichnet.
Mit Hilfe der US-amerikanischen Filmproduktionsgesellschaft Universal drehte Watkins 1966 seinen einzigen Kinofilm in Großbritannien, Privileg. In der Reportage über einen (fiktiven) Rockstar, der von politischen und religiösen Machthabern benutzt wird, um die Jugend zu konformisieren, kamen erneut dokumentarische Stilmittel zum Tragen. Der Film war ein Fehlschlag: Die britischen Kritiker lehnten ihn ebenso ab wie das Publikum. Watkins verließ das Vereinigte Königreich. Seine späteren filmischen Aktivitäten führten ihn nach Skandinavien, in die USA und nach Frankreich, in denen er häufig gesellschaftspolitische Themen aufgriff.
Kontrovers diskutiert wurde Strafpark (1971) über eine USA der nahen Zukunft, in der politische Gegner „vorbeugend“ inhaftiert und vor die Wahl gestellt werden, mehrjährige Haftstrafen zu verbüßen oder an einer dreitägigen Hetzjagd in einem „Strafpark“ teilzunehmen. Einen Erfolg bei der Kritik konnte Watkins mit der norwegisch-schwedischen TV-Miniserie Edvard Munch (1974) verbuchen, einer filmischen Biografie des gleichnamigen Malers, die auch in einer dreistündigen Fassung im Kino gezeigt wurde. Watkins bezeichnete Edvard Munch als eine seiner persönlichsten Arbeiten.
Watkins hatte zeitlebens mit Schwierigkeiten zu kämpfen, seine Filme aufzuführen und einem größeren Publikum bekannt zu machen. Häufig hielten entweder die Produzenten die Filme unter Verschluss (The War Game, Edvard Munch, Die Pariser Kommune), oder es fand sich, wie im Falle von Strafpark, kein Verleiher, der den Film überregional auswerten wollte.
Peter Watkins lebt in Felletin, Frankreich.

## Themen
Mit Strafpark begann Watkins, die traditionellen erzählerischen Formen audiovisueller Medien hinter sich zu lassen, die er später unter dem Begriff „Monoform“ zusammenfasste. Als Monoform definierte Watkins alle gängigen Filmtechniken, die durch z. B. schnelle Schnitte, emotionalen Einsatz von Musik und andere strukturierende und kontrollierende Mittel sowohl eine Reflexion des Zuschauers seiner (vom Medium manipulierten) Reaktion als auch den interaktiven Umgang des Betrachters mit dem Medium verhinderten. Aus diesem Grund wirkte Watkins auch, parallel zu seinen Filmen, aktiv am Ausbau von Netzwerken mit, in denen sich politisch und an aktiver Medienarbeit Interessierte zusammenfanden, so bei dem (nicht realisierten) Remake von The War Game Anfang der 1980er Jahre oder bei Die Pariser Kommune (2000). Letzterer führte zur Gründung des Kollektivs „Le Rebond“, das Aufführungen des Films mit Veranstaltungen wie Podiumsdiskussionen begleitet.

## Filmografie (Auswahl)
- 1964: Culloden
- 1965: The War Game (alternativ: Kriegsspiel)
- 1967: Privileg (Privilege)
- 1969: Gladiatorerna
- 1971: Strafpark (Punishment Park)
- 1974: Edvard Munch
- 1974: The Seventies People
- 1975: Fällen
- 1977: Aftonlandet
- 1987: Resan (The Journey, 14½ h)
- 1994: The Freethinker
- 2000: Die Pariser Kommune (La Commune (Paris, 1871))

## Auszeichnungen (Auswahl)
- 1966: Spezialpreis der Internationalen Filmfestspiele von Venedig für The War Game
- 1967: Oscar für den besten Dokumentarfilm für The War Game
- 1967: British Film Academy Award für den besten Kurzfilm sowie in der Sparte „United Nations Award“ für The War Game
- 1976: Kunstpreis Berlin
- 1977: British Academy Film Award für die beste fremdsprachige TV-Produktion für Edvard Munch
- 2005: Los Angeles Film Critics Association Award für den besten Experimental-/Independentfilm für Die Pariser Kommune

## Filme über Peter Watkins
- 2001: The Universal Clock: The Resistance of Peter Watkins (Regie: Geoff Bowie)